# 教育科学出版社
教育科学出版社是中国大陆的一家出版机构，由中华人民共和国教育部主管、中国教育科学研究院主办，成立于1980年，出版社代号5041，荣获“全国百佳图书出版单位”和“中国出版政府奖先进出版单位”。